# Wasiłka Stojczewska
Wasiłka Stojczewska, mac. Василка Стојчевска (ur. w 1968) – macedońska lekkoatletka, trójskoczkini.

## Rekordy życiowe
- Trójskok – 12,25 (1991) rekord Macedonii[1][3]
- Skok wzwyż – 1,68 (1984)[2]